# Goascorán
Goascorán es un municipio del departamento de Valle en la República de Honduras.

## Toponimia
El nombre de Goascorán, proviene de la palabra Uaxcayan que quiere decir: casas de Guajes; que es una especie de leguminosa propia de la zona desde aquellos tiempos.
Esta es una especie de ave que en su canto refleja claramente la onomatopeya de Goasco, a quien se le agregó Ran para formar la palabra Goascorán, durante un tiempo atrás muchas especies de aves rapiñas venían a construir sus nidos, a la exuberante frondosidad de parajes que brinda esta costa en el Golfo de Fonseca, encontrándose entre esta la especie de ave conocida con el nombre de Guas.

## Límites
| Orientación | Límite                        |
| ----------- | ----------------------------- |
| Norte       | Municipio de Aramecina, Valle |
| Sur         | Municipio de Alianza, Valle   |
| Este        | Municipio de Langue, Valle    |
| Este        | Municipio de Nacaome, Valle   |
| Oeste       | República de El Salvador      |

## Historia
Goascorán fue fundado en la época precolombina por los lencas, en el lugar denominado “Playa Grande del Guayabal” hoy "Costa de los Amates", en el año de 1686, su población está formada todovía lencas, entonces debido a las incursiones de los piratas ingleses en esta zona, se dispuso por orden de la capitanía general de Guatemala buscar un lugar más céntrico, trasladándose al lugar llamado San Jerónimo. Estando en San Jerónimo, siguieron las incursiones, motivo por el cual sus habitantes decidieron trasladarse al lugar donde actualmente se encuentra. En 1971 figura como cabecera del Curato de Goascorán y era uno de los poblados que formaba parte de Comayagua en la primera división política de 1825.
Goascorán es uno de los pocos municipios de Honduras que es dueño legítimo de sus tierras ya que cuenta con títulos privados que fueron comprados a la Corona Española, títulos que sirvieron en 1991 al gobierno de Honduras cuando estaba en litigio el Bolsón de Goascorán con la República de El Salvador en la Corte Interamericana de la Haya en Holanda, para demostrar su legitimidad territorial.

## Población
Tiene una población aproximada de 16,000 habitantes dedicados a la agricultura y ganadería que viven en las diferentes aldeas y caseríos que lo integran.

## Educación
Tiene 31 escuelas y un instituto técnico contable de educación diversificada.

## Economía
En la aldea de la Costa de los Amates se cultiva sandía y melón para fines de exportación.

## Turismo
- Cuenta con un río que lleva su mismo nombre el cual sirve de línea divisoria entre Honduras y El Salvador.
- Cuenta con un bello parque ubicado en el centro de la comunidad.

## Infraestructura

### Oficinas públicas
Entre las instituciones más sobresalientes están: la alcaldía municipal, Registro Nacional de las Personas (RNP), una agencia de Cooperativa de Ahorro y Crédito, un colegio, escuela, jardín de niños.
Cuenta además con una de las fronteras más importantes del país, La frontera El Amatillo entre Honduras y El Salvador, a unos 6 kilómetros del centro de la comunidad, es una de las principales fuentes de trabajo en la zona.

### Servicios públicos
Correo, luz eléctrica, agua potable, clínica, cruz roja, policía, teléfono, telégrafo, aguas negras, internet, servicio de transporte y en el parque animales exóticos

## Personas destacadas
| Título | Nombre                   | Mérito                                                     |
| ------ | ------------------------ | ---------------------------------------------------------- |
| Lic.   | Carlos Céleo Arias López | Presidente de la república de Honduras                     |
| Gral.  | Policarpo Paz García     | Jefe de Estado 1978-1980, Presidente de Honduras 1980-1982 |

## División Política
- Aldeas: 8 (2013)
- Caseríos: 91 (2013)

| Código | Aldea           |
| ------ | --------------- |
| 170601 | Goascorán       |
| 170602 | El Picacho      |
| 170603 | La Arada        |
| 170604 | Llano de Jesús  |
| 170605 | Piedras Blancas |
| 170606 | San Andrés      |
| 170607 | Santa Inés      |
| 170608 | Santa Rita      |

## Sitio Web
- https://visitagoascoran.com (enlace roto disponible en Internet Archive; véase el historial, la primera versión y la última). Web Oficial de Goascoran Valle.

- Datos: Q606540